# Colegio de las Cuatro Naciones

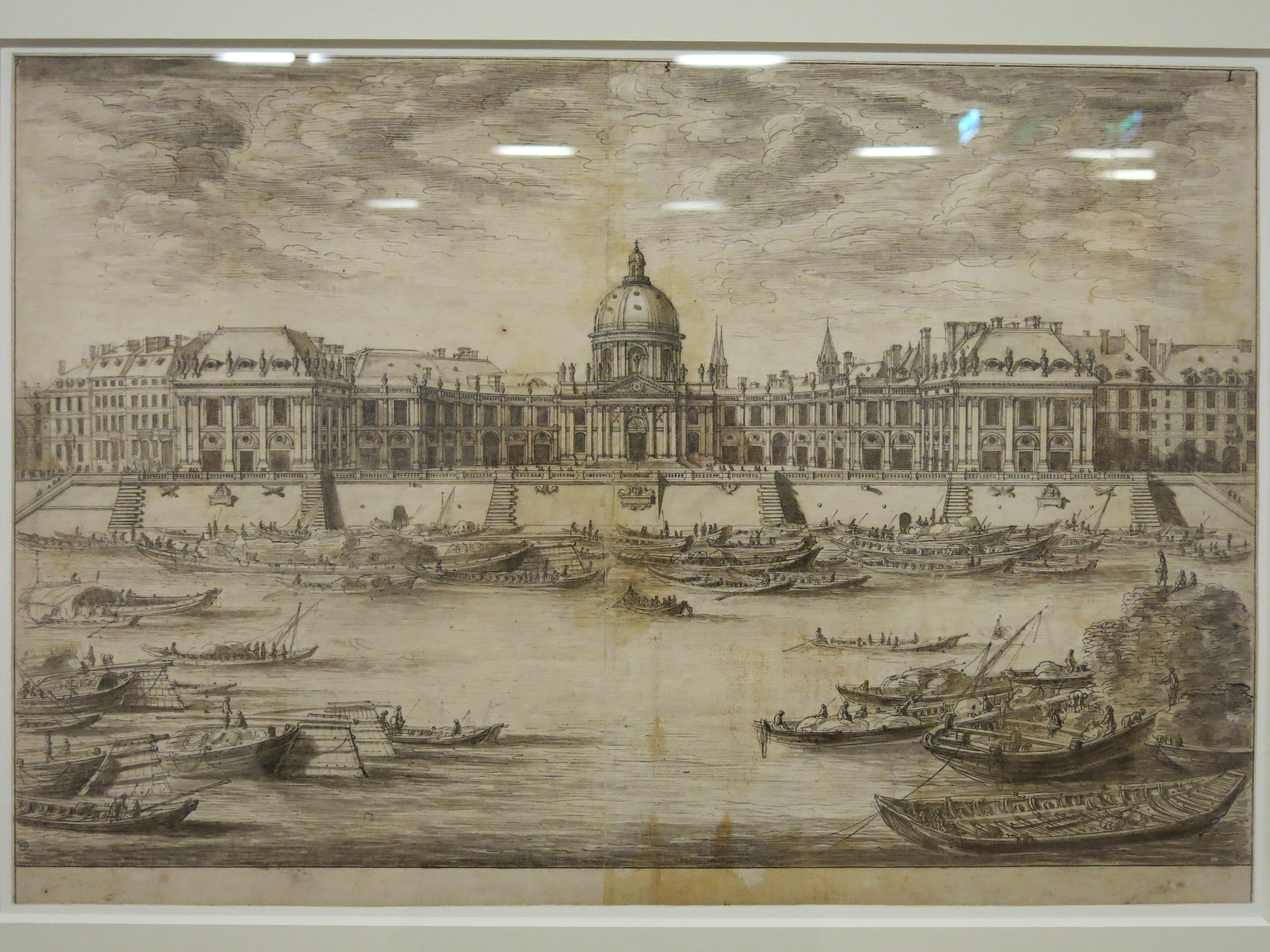
Colegio de las Cuatro Naciones, 1670.

En 1661, en su testamento, el cardenal Mazarino dispuso que su inmensa fortuna fuera empleada en la fundación de un colegio destinado a la preparación gratuita de sesenta gentiles hombres pertenecientes a las cuatro naciones agrupadas y sometidas a la obediencia real después de la firma de los tratados: paz de Westfalia y tratado de los Pirineos llevada a cabo en 1648 (de ahí la procedencia del nombre: Colegio de las Cuatro Naciones: Artois, Alsacia, Pignerol y Rosellón y Cerdaña.
Mazarino quería ser enterrado, como lo había sido el cardenal Richelieu en la capilla de la Sorbona. Mazarino legó, asimismo, el conjunto de sus obras a la biblioteca del nuevo edificio que debería permanecer abierto para todos los literatos dos veces por semana. Colbert encargó a Luis Le Vau el diseño de los planos del colegio que se ubicaría frente al Louvre.
La construcción del edificio se llevó a cabo entre los años 1662-1688. La biblioteca, herencia de Mazarino, fue abierta al público en 1691. Durante la Revolución francesa el Colegio de las Cuatro Naciones pasó a ser, sucesivamente: Colegio de la Unidad, Casa de arrestos, Sede del Comité de Salud Pública, Escuela Central Superior y Escuela de Bellas Artes.
En 1805 a petición de Napoleón I el Instituto de Francia fue trasladado del Louvre al antiguo Colegio de las Cuatro Naciones. Antoine Vaudoyer transformó la capilla en un salón para las sesiones de los académicos.
Algunos estudiantes notables de este colegio fueron el enciclopedista Jean le Rond d'Alembert (1717–1783), el pintor Jacques-Louis David (1748–1825), el crítico literario Julien Louis Geoffroy (1743–1814), el matemático Adrien-Marie Legendre y el padre de la química moderna Antoine Laurent Lavoisier (1743–1794).

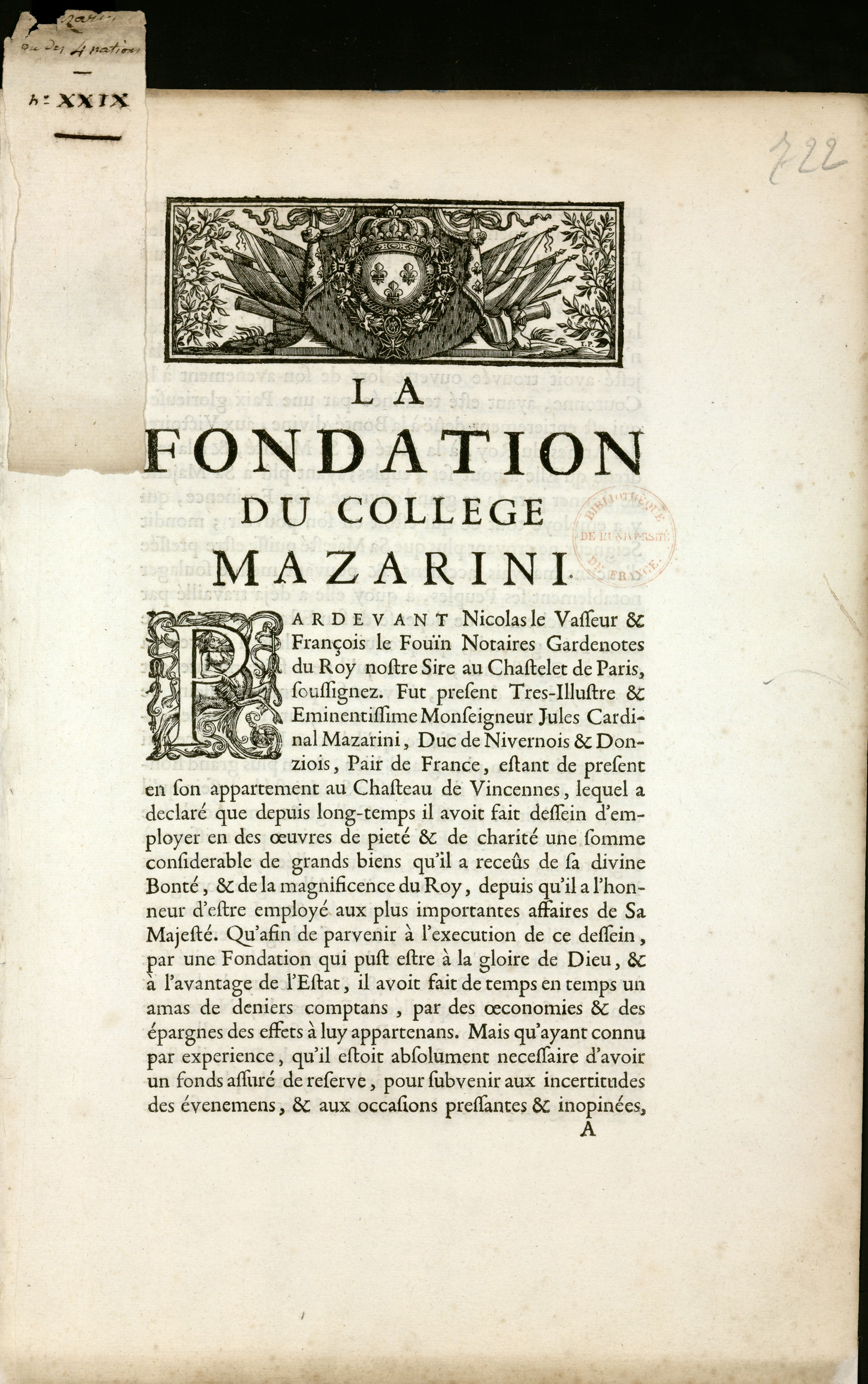
Colegio de las Cuatro Naciones (también conocido como el Colegio Mazarin): fundación y estatutos. (Biblioteca de la Sorbona, NuBIS)

- Datos: Q979600
- Multimedia: Collège des Quatre-Nations / Q979600